# 弗洛里亞尼夫卡
49°37′26″N 28°47′51″E / 49.62389°N 28.79750°E

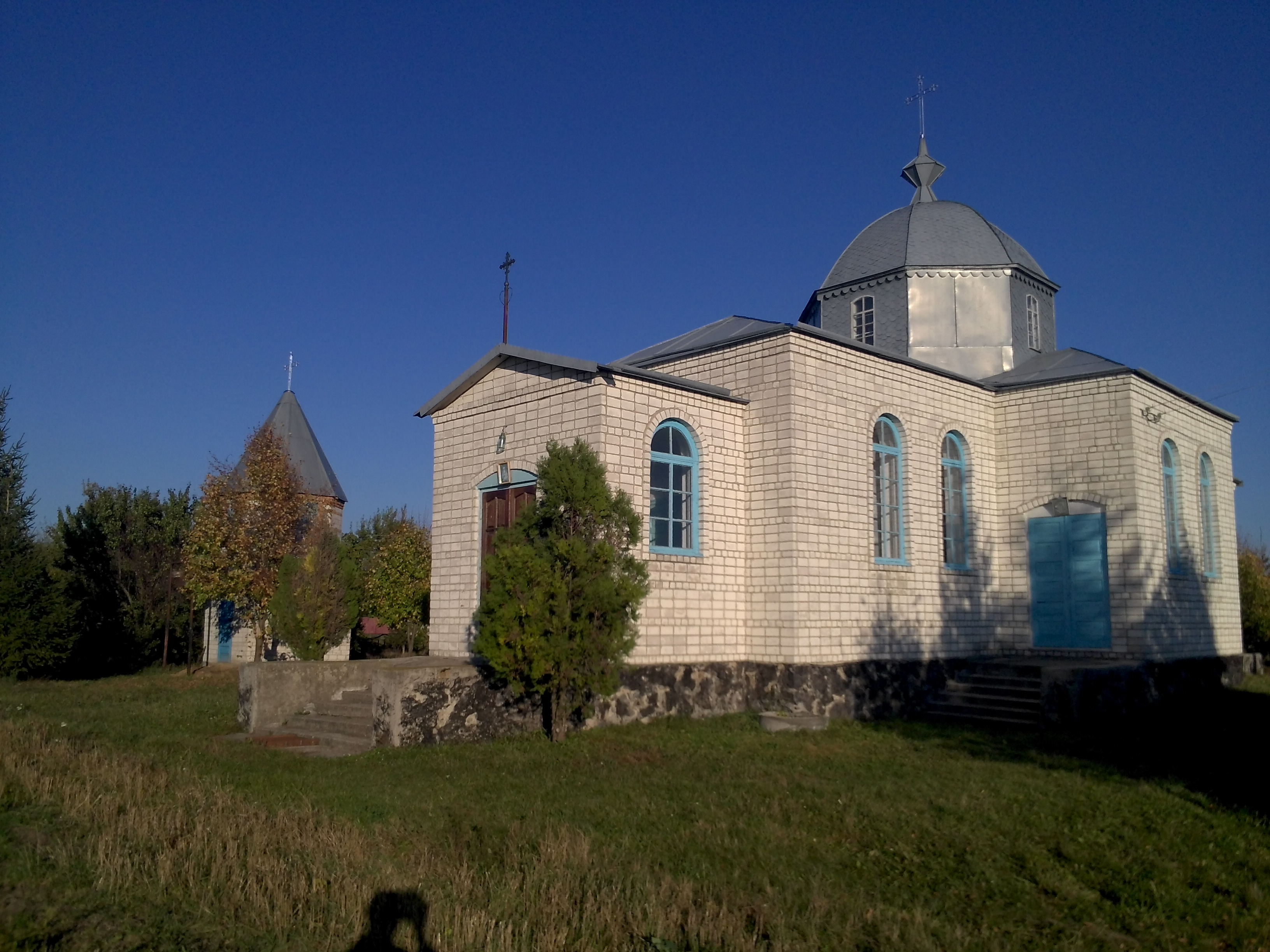
教堂

弗洛里亞尼夫卡（烏克蘭語：Флоріанівка），是烏克蘭的村落，位於該國西南部文尼察州，由赫米利尼克區科贾廷市镇負責管轄，處於代斯納河畔，始建於1793年，面積2.7平方公里，海拔高度295米，2001年人口646。